# Вали Фолс (Њујорк)
Вали Фолс (енгл. Valley Falls) град је у америчкој савезној држави Њујорк.

## Демографија
По попису из 2010. године број становника је 466, што је 25 (-5,1%) становника мање него 2000. године.
| Група             | 2000.       | 2010.       |
| Белци             | 475 (96,7%) | 446 (95,7%) |
| Афроамериканци    | 0 (0,0%)    | 1 (0,2%)    |
| Азијати           | 4 (0,8%)    | 5 (1,1%)    |
| Хиспаноамериканци | 3 (0,6%)    | 7 (1,5%)    |
| Укупно            | 491         | 466         |